# یانوش ساس
یانوش ساس ((به مجاری: János Szász)؛ زادهٔ ۱۴ مارس ۱۹۵۸) یک کارگردان، و فیلم‌نامه‌نویس اهل مجارستان است. از فیلم‌های او می‌توان به ویتسک اشاره کرد.